# 뤼티히 작전
뤼티히 작전(독일어: Unternehmen Lüttich)는 1944년 8월 7일부터 8월 13일까지 나치 독일이 오버로드 작전 기간 중 프랑스 북서부 모르탱 인근 미군 진지 근처에서 벌인 반격 작전의 암호명이다. 뤼티히라는 명칭은 벨기에의 도시인 리에주의 독일식 이름이다. 영국 및 미국의 제2차 세계 대전사에서는 뤼티히 작전을 모르탱 반격(영어: Mortain counter-attack)이라고 부른다. 히틀러는 이 작전을 통해 코브라 작전 당시 미국 제1군이 점령했던 코탕탱반도의 기지에 있는 아브랑슈 지역 해안에 도달하여 브르타뉴반도로 진격한 미국 제3군 부대를 고립시키는 것을 목표로 삼았다.
작전에 참여했던 독일군의 핵심 부대는 제47기갑군단으로, 독일 육군 소속 2개 사단과 무장친위대 기갑 사단 1개 반으로 이루어져 있었다. 독일군은 모르탱 지역을 방어하고 있던 미국 제7군단을 상대로 초기에 성공을 거두었음에도 불구하고, 독일군의 공세는 곧 멈추었고 연합군은 독일군에 큰 피해를 입혔으며 작전에 참여했던 독일군 전차 대부분을 파괴하였다. 모르탱을 둘러싸고 전투가 6일 동안 이어졌지만, 미군은 독일군 공격이 시작된 지 하루 만에 다시 주도권을 잡을 수 있었다.
독일군 사령관들이 히틀러에게 작전이 헛된 것이라고 경고했지만, 성공 가능성은 극히 낮았고, 노르망디 전선의 서쪽 끝에 기갑 예비군을 집중시킨 것은 곧 독일군에게 재앙과 같은 결과를 가져오게 되었다. 독일군은 남쪽에서 측면 공격을 당하고 동쪽 전선이 붕괴하면서, 노르망디에 있던 많은 독일군 부대가 팔레즈 포위망에 갇히게 되었다.

## 배경
1944년 7월 25일, 6주간의 교착 상태가 이어진 소모전 끝에 오마 브래들리 중장이 지휘하는 미군은 암호명 코브라 작전으로 생로 근처의 독일군 방어선을 돌파했다. 노르망디에 있던 독일 전선의 거의 서쪽 절반이 붕괴했고, 8월 1일 미군은 아브랑슈를 점령했다. 코탕탱반도 입구에 있는 이 마을과 근처 퐁토보에 있는 다리가 손상 없이 점령되면서, 미군은 "모퉁이를 돌았다". 이를 통해 독일군의 전선은 더 이상 서쪽 끝의 대서양에 머무르지 않았고, 미군은 서쪽과 남쪽으로 가 브르타뉴반도로 진격할 수 있었다. 조지 S. 패튼 중장이 지휘하는 미국 제3군이 같은 날 편성되었다. 퐁토보에 있는 다리에 독일군이 공습했음에도 불구하고, 패튼은 3일 동안 7개 사단을 진격시켰고, 패튼의 군대는 브르타뉴반도에 있는 항구를 향해 진격하는 동안 독일군의 저항을 받지 않았다.
7월 30일부터 마일스 뎀프시 중장이 지휘하는 영국 제2군은 미군의 동쪽 측면에 지원 공격인 암호명 블루코트 작전을 개시했다. 미군의 돌파구를 막기 위해 독일군의 기갑 예비군 대부분이 영국군의 블루코트 작전에 대응하기 위해 서쪽으로 돌진했다. 한편, 미국은 아브랑슈 주변의 회랑을 넓히기 위한 공격을 계속했다. 비록 독일군이 중요한 도로 분기점인 비르를 점령했지만, J. 로턴 콜린스 소장이 지휘하는 미국 제7군단은 8월 3일 아브랑슈에서 동쪽으로 19 마일 (31 km) 떨어진 모르탱을 점령했다.
다음날, 트로이 H. 미들턴 소장의 미국 제8군단이 브레스트와 로리앙 항구를 향해 브르타뉴반도에서 계속 서쪽으로 진격했지만, 브래들리는 패튼에게 미 제3군의 주력과 함께 동쪽으로 독일군의 측면이 개방된 곳을 돌아 독일 후방 지역으로 진격하라고 명령했다. 웨이드 헤이슬립스 소장의 미국 15군단은 3일 동안 무려 75 mi (121 km)를 진격했고, 8월 7일에는 이전에 독일 제7군 사령부가 있던 르망에 접근하고 있었다. 르망은 여전히 중요한 보급 중심지였다.

## 독일군 지휘부와 결정
귄터 폰 클루게 원수는 독일 서부 전선의 최고 사령관이었다. 7월 17일 에르빈 롬멜 원수가 연합군 항공기의 공격으로 부상당한 후, 클루게는 노르망디 전투를 지휘하는 B 집단군의 직접적인 지휘권도 인수했다. 그는 7월 22일 히틀러에게 전선 붕괴가 임박했다고 경고했지만, 히틀러는 그에게 계속 진지를 고수하라고 명령했다.
8월 2일, 히틀러는 프랑스 해안의 U-보트 격납고를 잃을 것을 우려하여 클루게에게 "모르탱과 아브랑슈 사이에서 즉각적인 반격을 개시하라"는 지시를 내렸다. OKW 부참모장인 발터 발리몬트 장군도 클루게의 사령부로 파견되어 이 명령이 준수되도록 했다. 클루게는 성공할 가능성이 없으며 노르망디의 독일군은 캉 남부의 온전한 방어선을 중심으로 회전하며 센강으로 후퇴해야 한다고 제안했지만, 8월 4일 히틀러는 공격을 강행하라고 단호히 명령했다. 그는 노르망디에 있는 9개 기갑사단 중 8개를 공격에 사용하고, 루프트바페는 1,000대의 전투기를 포함한 모든 예비 전력을 투입할 것을 요구했다. 히틀러에 따르면, 공격이 진행되려면 세 가지 조건이 충족되어야 했다. "폰 클루게는 그것을 믿어야 한다. 그는 효과적인 공격력을 창출하기 위해 노르망디 주 전선에서 충분한 기갑 전력을 분리할 수 있어야 하며, 기습을 달성해야 한다."
"모든 전차, 포, 비행기가 집결할 때까지" 기다리라는 명령을 받았음에도 불구하고, 클루게와 파울 하우서 SS 상급대장(전선 서부를 담당하는 독일 제7군 사령관)은 전체 상황이 더 악화되기 전에 가능한 한 빨리 공격하기로 결정했다. 할당된 주력 공격 부대는 한스 프라이헤르 폰 풍크 장군이 지휘하는 제47기갑군단이었다. 8개 기갑사단 대신, 방어 임무에서 벗어나 제때 집결할 수 있었던 것은 불완전한 1개 사단을 포함하여 4개 사단뿐이었다. 이들은 제2기갑사단, 제116기갑사단, 제2SS기갑사단 다스 라이히, 그리고 제1SS기갑사단 경호친위대 아돌프 히틀러의 일부로, 총 약 300대의 전차를 보유하고 있었다. 기갑군단은 2개 보병사단과 기갑교도사단 및 4개의 비슷한 피해를 입은 보병사단의 잔존 병력으로 구성된 5개 전투단(캄프그루페)의 지원을 받았다.
클루게는 8월 6일/7일 밤에 공격을 개시하라고 명령했다. 미군에게 공격을 알리지 않기 위해 준비 포격은 없었다. 공격의 의도는 모르탱 동쪽에 있는 미국 제30보병사단(릴랜드 홉스 소장 지휘)을 타격한 다음 미군 방어선을 뚫고 해안에 도달하는 것이었다. 기습이 달성되었다면 공격은 성공했을 수도 있었지만, 울트라의 연합군 해독가들은 8월 4일까지 뤼티히 작전 명령을 가로채 해독했다. 그 결과, 브래들리는 미 제9공군과 영국 왕립공군 제2전술항공군으로부터 항공 지원을 받을 수 있었다.

## 독일군의 공격

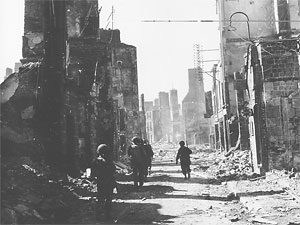
1944년 8월 모르탱의 미군

8월 6일 22시, 한스 폰 풍크는 그의 병력들이 아직 집중되지 않았고, 제116기갑사단 지휘관이 "엉망을 만들었다"고 보고했다. 사실, 이 장교(게르하르트 폰 슈베린)는 작전에 대해 너무 비관적이어서 그의 전차 부대에 참가 명령조차 내리지 않았다. 이 지연은 독일군 공격을 혼란스럽게 만들었지만, 독일군 좌측면에서 SS 기갑 부대들은 자정 직후 모르탱 동쪽에 있는 미국 제30보병사단의 진지를 공격했다. 울트라 문서가 미 제1군 사령부에 너무 늦게 도착하여 즉각적인 공격에 대해 병사들에게 경고할 수 없었기 때문에 독일군은 일시적으로 기습을 달성했다. 그들은 모르탱을 잠시 점령했지만, 제120보병연대 제2대대가 모르탱 주변의 주요 지형지물인 314고지를 장악하고 있었기 때문에 제30사단의 방어선을 뚫을 수 없었다. 고립되었음에도 불구하고 그들은 낙하산 보급품으로 보급을 받았다. 8월 12일까지 진지를 방어한 700명 중 300명 이상이 사망하거나 부상당했다.

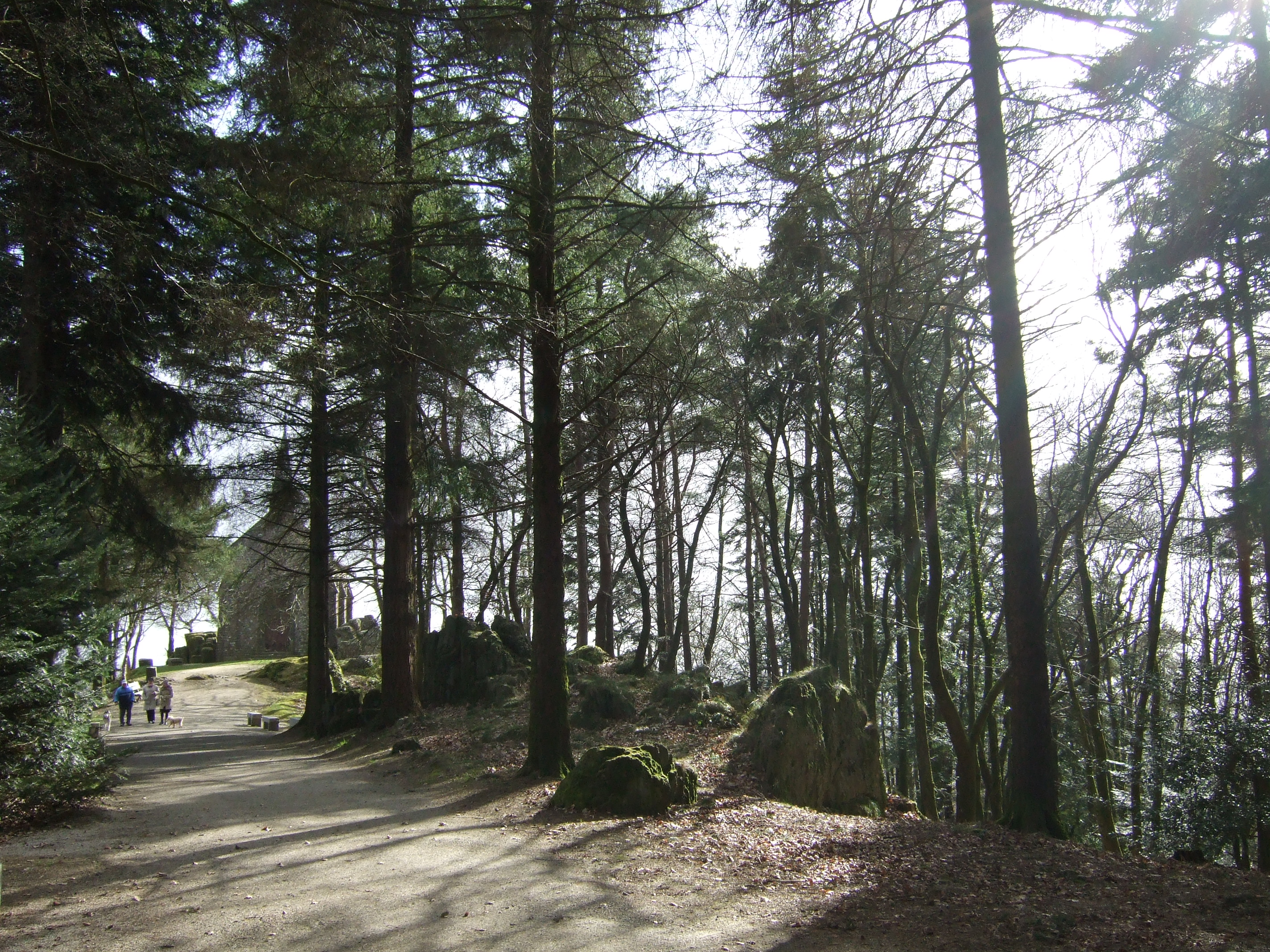
2009년 모르탱 314고지. 제2SS기갑사단에게 포위된 제120보병연대 제2대대 진지.

북쪽에서는 제2기갑사단이 몇 시간 후 남서쪽 아브랑슈를 목표로 공격했다. 그들은 미군 방어선으로 수 마일 침투했지만, 아브랑슈에서 불과 2 mi (3.2 km) 떨어진 곳에서 제35보병사단과 제3기갑사단의 전투단에 의해 저지되었다. 독일 고위 사령부는 아브랑슈를 점령하기 위해 오후 전에 공격을 재개하라고 명령했다.

### 연합군의 공습 - 공세 정체
8월 7일 정오가 되자 새벽 안개가 걷히고 많은 수의 연합군 항공기가 전장 상공에 나타났다. 울트라를 통해 사전에 공격 정보를 입수했기 때문에 미국 제9공군은 영국 왕립공군 제2전술항공군의 지원을 받았다. 루프트바페가 독일군에게 충분한 공중 지원을 약속했음에도 불구하고, 연합군 항공기는 모르탱 상공의 제공권을 빠르게 완전히 장악했다. 루프트바페는 전투기들이 이륙하는 순간부터 연합군 항공기와 교전했고, 심지어 전장에 도달하지 못했다고 보고했다. 모르탱 동쪽의 개방된 지형에서 독일 기갑부대는 특히 영국 왕립공군 호커 타이푼 전투 폭격기의 로켓 공격에 노출된 표적이 되었다. 아이젠하워 장군이 기갑사단 공격에 선택한 영국 왕립공군 타이푼은 6인치 함포탄과 맞먹는 파괴력을 지닌 60파운드 로켓 8발을 탑재했으며, 40-50야드의 오차에도 불구하고 특히 일제 사격 시 매우 파괴적이었다. 타이푼은 그날 오후 294회 출격하여 2,088발의 로켓을 발사하고 80숏톤(73톤)의 폭탄을 투하했다. 이들은 독일군이 개입하는 것을 막기 위해 미군 제9공군이 독일군 편대를 공격했다. 귄터 폰 클루게 원수의 참모총장인 한스 슈파이델 장군은 전쟁 후 "기갑 작전은 고도로 훈련된 지상 무선 조직의 지원을 받은 연합군 공군에 의해 전적으로 파괴되었다"고 썼다. 작가이자 타이푼 조종사인 데스몬드 스콧은 모르탱 전투가 "주요 지상 공세는 전술 항공력만으로도 격파될 수 있음을 결정적으로 증명했다"고 언급했다. 드와이트 D. 아이젠하워, 연합군 최고사령관은 타이푼에 대해 다음과 같이 말했다. "그러나 적의 선봉대를 분쇄한 주요 공로는 제2전술공군 소속 로켓 발사 타이푼 항공기에게 돌아가야 한다... 기총 소사로 인해 적의 공격은 효과적으로 저지되었고, 위협은 큰 승리로 바뀌었다."
모르탱 전투에서 연합군 전투폭격기 공격으로 200대 이상의 독일 전차가 파괴되었다는 조종사들의 주장이 제기되었다. 이는 이후 전장에 대한 육군 연구에 의해 논박되었는데, 대부분의 파괴된 독일 기갑차량은 지상군 사격에 의해 격파되었으며, 연합군 공습의 주요 효과는 독일 공세의 비장갑 차량과 병력을 파괴하고 독일 기갑차량을 분산시켜 엄폐하게 만들었다는 것(따라서 작전을 방해했다는 것)을 보여주었다. 연합군 전투폭격기의 로켓과 폭탄은 독일 전차를 소수만 파괴할 정도로 위력이 약했지만, 로켓이나 폭탄에 맞으면 전차 안에서 소각될까 봐 일부 미숙한 독일 승무원들은 공습 시 전차를 온전히 버리고 탈출했다. 한 영국 연구에서는 8발의 로켓을 모두 발사하는 평균 타이푼 조종사가 전차 크기의 표적을 맞힐 확률이 4%에 불과하다는 사실이 밝혀졌다.

## 미군의 반격

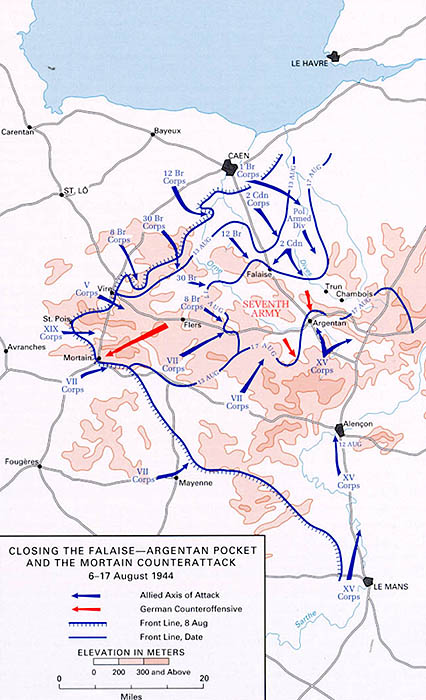
1944년 8월 6일~17일 연합군과 추축군의 공격 및 반격

8월 7일까지 미군은 독일군 공격의 우익에 위치한 비르 근처에서 계속 남쪽으로 압박했다. 이 구역에서 진격했어야 할 제116기갑사단은 실제로 후퇴했다. 오후에 제1SS기갑사단과 제116기갑사단은 다시 공격을 감행했지만, 모르탱 진지의 측면은 봉쇄되었고, 이는 미군 제7군단이 독일군의 진격을 저지할 수 있게 해주었다.
한편, 브래들리는 독일군 남부(좌익) 측면을 상대로 두 개의 기갑 전투 지휘부를 보냈다. 8월 8일, 이들 중 하나(미국 제2기갑사단 소속)는 두 SS기갑사단의 후방을 공격하고 있었다. 모르탱 주변에서 전투가 며칠 더 계속될 것이었지만, 독일군에게는 더 이상의 성공 가능성이 없었다. 독일군은 전 전선에 걸쳐 방어 태세로 전환하라는 명령을 내렸지만, 명령 전달이 제대로 되지 않아 일부 독일군은 후퇴하고 다른 일부는 진지를 고수할 준비를 하는 등 이를 달성할 수 없었다.
미국 제1군이 모르탱 근처의 독일군 부대에 반격하는 동안, 패튼의 제3군 부대는 독일군 남쪽의 개방된 지역을 막힘없이 진격하여 8월 8일 르망을 점령했다. 같은 날, 제1캐나다군은 캉 남쪽의 약화된 독일군 진지를 토털라이즈 작전으로 공격하여 팔레즈로 돌파할 위협을 가했으나, 이 공격은 이틀 후 정체되었다. 절망에 빠진 히틀러는 모르탱에 대한 공격을 더 강력하게 재개하라고 명령하며, 르망에서 동쪽으로 진격하는 패튼의 공격에 맞서는 거의 유일한 부대인 제9기갑사단을 모르탱으로 이동시켜 공격에 참여시키라고 요구했다. 하인리히 에버바흐 장군(기갑집단 서부 사령관)은 새로운 본부인 "에버바흐 기갑집단"을 편성하여 재개된 공세를 지휘하라는 명령을 받았다. 20 기습 작전에 연루될까 봐 두려워하던 클루게는 이 명백히 자살적인 명령에 동의했다. 에버바흐의 제안된 반격은 곧 상황에 의해 앞질러졌고, 결코 실행되지 않았다.

## 여파
8월 13일까지 공세는 완전히 중단되었고, 독일군은 모르탱에서 밀려났다. 독일군은 연합군의 반격과 공습으로 전차와 돌격포 120대를 잃었는데, 이는 투입된 총 전력의 3분의 2 이상에 해당한다. 히틀러가 노르망디의 독일군에게 진지를 고수하라고 명령하자, 미국 제7군단과 제15군단은 아르장탕을 향해 동쪽과 북쪽으로 방향을 틀었다. 독일군의 서부 공격으로 인해 제7군과 기갑집단 서부는 연합군에게 포위될 위험에 처했다. 미군이 아르장탕으로 진격하자 영국군과 캐나다군은 팔레즈로 진격하여 새로 형성된 팔레즈 포위망에 양 군을 고립시키고자 했다.
뤼티히 작전에서 미군의 사상자는 이전 작전보다 현저히 적었지만, 전선의 특정 부문, 특히 모르탱 주변의 제30사단 진지에서는 사상자가 많이 발생했다. 8월 7일 하루만 해도 제30사단 병력 중 거의 1,000명이 사망했다. 8월 6일부터 13일까지 미군 사상자 추정치는 2,000명에서 3,000명 사이의 사망자와 불특정 수의 부상자이다.
8월 14일, 캐나다군은 샹부아 북쪽으로 미군이 기동하자 이와 연계하여 트랙터블 작전을 개시했다. 8월 19일, 폴란드 제1기갑사단은 미국 제90보병사단 병력과 연결되어 약 5만 명의 독일군을 포위망에 가두었다. 8월 21일까지 독일군이 포위망을 다시 열려는 시도는 좌절되었고, 포위망에 갇힌 모든 독일군은 연합군에 항복하여 사실상 독일 제7군의 종말을 고했다.

## 내용주
1. ↑  Black, Jeremy (2020). 《Tank Warfare》. Indiana University Press. 124쪽. ISBN 9780253049995.
2. 1 2 3 4 5  “Operation Lüttich”. Memorial Mont-Ormel. 2013년 10월 20일에 원본 문서에서 보존된 문서. 2008년 8월 13일에 확인함.
3. 1 2 3 4  Van der Vat, p.163
4. 1 2  D'Este, p.409
5. ↑  D'Este, p.408
6. ↑  Wilmot, p.399
7. 1 2  Wilmot, p.400
8. 1 2  D'Este, p. 414
9. ↑  Wilmot, p.401
10. ↑  Lewin, p. 338
11. ↑  Fey, p.145
12. 1 2 3 4 5 6 7  Van Der Vat, p.164
13. ↑  D'Este, p.415
14. 1 2  D'Este, p.416
15. ↑  Wilmot, p.402
16. 1 2 3 4 5 6 7  D'Este, p.419
17. ↑  D'Este, p.418
18. ↑  Fey, p.146
19. 1 2  Wilmot, p.404
20. ↑  《Typhoon At War》 (DVD) (영어). 2005.  20:30에 발생.
21. ↑  Hallion, Richard P. 《The U.S. Army Air Forces in World War II》.
22. ↑  Ziegler, Frank (1971). 《The Story of 609 Squadron: Under the White Rose》. 296쪽.
23. ↑  Desmond., Scott (1988). 《Typhoon pilot》. Arrow. ISBN 0-09-950700-5. OCLC 22766485.
24. ↑  Gooderson, 1997 pp. 111–117
25. ↑  Gooderson, 1997 p. 76
26. 1 2  D'Este, p. 420
27. ↑  Fey, p.147
28. ↑  Wilmot, p. 414
29. 1 2 3 4 5  Cawthorne, p.125
30. ↑  Napier 2015, 324쪽.
31. ↑  Fey, p.150
32. ↑  Cawthorne, p. 126
33. ↑  Cawthorne, p. 129

## 참고 문헌
- Buisson, Jules and Gilles (1946) Mortain et sa bataille, 2–13 août 1944. French, Imprimerie Simon, Rennes; Le Livre d'Histoire, Paris, 2004 ISBN 2-84373-533-5
- Buisson, Gilles, and Blouet, Léon (1954) La Montjoie héroïque; l'ermitage Saint-Michel au cours des siècles; la défense de la cote 314 pendants les combats d'août 1944. French, Imprimerie du Mortainais
- Buisson, Gilles (1954) L'Epopée du bataillon perdu. French, Imprimerie du Mortainais; (1975), Historame, hors série n° 2
- Cawthorne, Nigel (2005) Victory in World War II. Arcturus Publishing. ISBN 1-84193-351-1
- D'Este, Carlo (1983). Decision in Normandy. Konecky & Konecky, New York. ISBN 1-56852-260-6
- Fey, William [1990] (2003). Armor Battles of the Waffen-SS. Stackpole Books. ISBN 978-0-8117-2905-5
- Gooderson, Ian 1997 Air Power at the Battlefront: Allied Close Air Support in Europe 1943–45 Frank Cass, London. ISBN 0-71464-680-6
- Lewin, Ronald (1978). Ultra Goes to War. McGraw-Hill, New York. ISBN 0-07-037453-8
- Napier, Stephen (2015). 《The Armoured Campaign in Normandy June–August 1944》. Stroud: The History Press. ISBN 9780750964739.
- Van Der Vat, Dan (2003). D-Day; The Greatest Invasion, A People's History. Madison Press. ISBN 1-55192-586-9.
- Weiss, Robert (1998). 《Enemy North, South, East, West》. Strawberry hill Press. ISBN 0894071238.
- Wilmot, Chester; Christopher Daniel McDevitt [1952] (1997). The Struggle For Europe. Wordsworth Editions. ISBN 1-85326-677-9.